# William Daniel Hillis

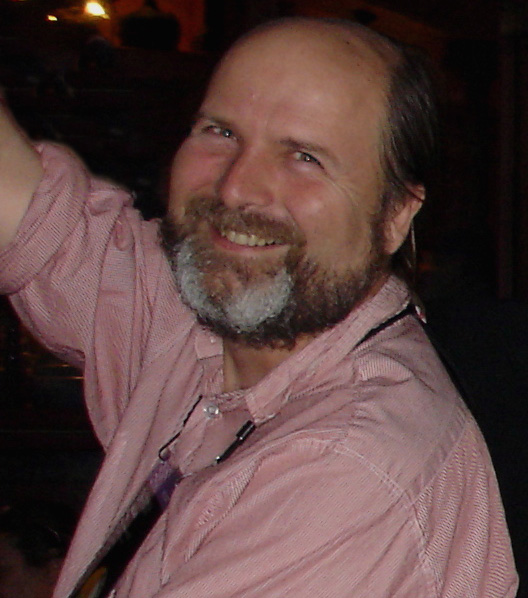
Danny Hillis

William Daniel (Danny) Hillis (25 september 1956, Baltimore), is een Amerikaanse uitvinder, computerwetenschapper, ingenieur, ondernemer en schrijver. Hij heeft 150 Amerikaanse patenten op zijn naam, is (mede)auteur van vele wetenschappelijke papers en als redacteur verbonden aan diverse wetenschappelijke tijdschriften. Hillis is mede-voorzitter en "Chief Technology Officer" van uitvindersfirma Applied Minds, mede-voorzitter van de Long Now Foundation en ontwerper van een mechanische klok die 10.000 jaar moet tikken.

## Kinderjaren
Hillis groeide, als zoon van een epidemioloog van de US Air Force, op in o.a. Rwanda, Burundi, Congo, Kenia en India. Vanwege de vaak afgelegen locaties werd hij thuis geschoold door zijn moeder, Argye Briggs Hillis, biometricus van beroep. Bij haar lag de nadruk op wiskunde en van zijn vader kreeg hij de liefde voor biologie ingegoten.

## Studie
Hillis studeerde in 1978 af aan MIT, met een bachelor in wiskunde en in 1981 met een MSc in Electrical Engineering and Computer Science. Hij promoveerde in 1988 aan MIT onder Gerald Jay Sussman, Claude Shannon en Marvin Minsky.

## Thinking Machines
Na het behalen van zijn mastergraad in 1981, hield Hillis zich als promovendus aan MIT bezig met de fysieke beperkingen van computers, de ontwikkeling van RAID-gegevensopslag en de mogelijkheid om parallelle supercomputers te bouwen. Zijn ambitie was om uiteindelijk een computer te ontwerpen die kon denken. Hij richtte in 1983 samen met Sheryl Handler het bedrijf Thinking Machines Corporation op, om parallelle supercomputers commercieel te gaan produceren. In 1985 ontwikkelde Hillis de "Connection Machine", een parallelle supercomputer met 64K (65.536) processoren. Rond 1990 was Thinking Machines (grotendeels dankzij DARPA) marktleider op het gebied van parallelle supercomputers, met een omzet van zo'n 65 miljoen dollar.
In Thinking Machines bracht Hillis een team van mensen samen, die toen alreeds vooraanstaande wetenschappers waren of dit nog zouden worden, zoals Brewster Kahle, Guy Steele, Sydney Brenner, Jack Schwartz en Eric Lander. Zelfs Richard Feynman kwam gedurende vijf jaar elke zomer bij hem werken. Onder de cliënten van Thinking Machines waren American Express, Dow Jones, Schlumberger, de universiteit van Stanford, de Harvard-universiteit, de universiteit van Tokyo, het Los Alamos National Laboratory en NASA. Vanwege onvoldoende aansluiting op een snel veranderende markt voor supercomputers, moest Thinking Machines in 1994 faillissement aanvragen. In daaropvolgende jaren werd het in delen opgekocht door Sun Microsystems en Oracle. Hillis verliet Thinking Machines in 1995 en werd hoogleraar op het gebied van kunstmatige intelligentie aan het MIT Media Lab.

## Disney Imagineering
In 1996 trad Hillis in dienst van de Walt Disney Company, als vicepresident van Walt Disney Imagineering, de ontwerp- en ontwikkelingstak van het bedrijf. Voor Disney ontwikkelde Hillis nieuwe technologieën en bedrijfsstrategieën. Hij ontwierp parkattracties, bouwde diverse micromechanische apparaten en een zes ton wegende robot-dinosaurus met een uiterst gevoelige motoriek, zodat deze veilig tussen de bezoekers van een themapark zou kunnen lopen. Voor zijn verdiensten werd Hillis benoemd tot allereerste "Disney Fellow".

## Applied Minds
Hillis verliet Disney in 2000, samen met de president van Walt Disney Imagineering, Bran Ferren, en richtte met hem het uitvindersbedrijf Applied Minds op. Het bedrijf levert technologie en advies aan een zeer diverse groep cliënten, waaronder Disney, NASA en bedrijven in de defensiesector; het ontwerpt speelgoed dat vervolgens onder licentie door speelgoedfabrikanten wordt verkocht en het ontwikkelt gebouwen, algoritmes, terreinwagens, hoge-resolutiebeeldschermen en radicaal nieuwe behandelmethoden voor kanker. De medewerkers van Applied Minds bestaan uit een breed scala aan technologen, kunstenaars, ontwerpers en wetenschappers. Het bedrijf is gevestigd in Glendale (Californië).

#### Metaweb en Freebase
In 2005 richtte Hillis met anderen van Applied Minds, het bedrijf Metaweb Technologies op, om een semantische structuur voor dataopslag te ontwikkelen. Binnen Metaweb ontstond Freebase, een "open, gedeelde database van 's werelds kennis". Metaweb werd medio 2010 overgenomen door Google.

## The Long Now Foundation

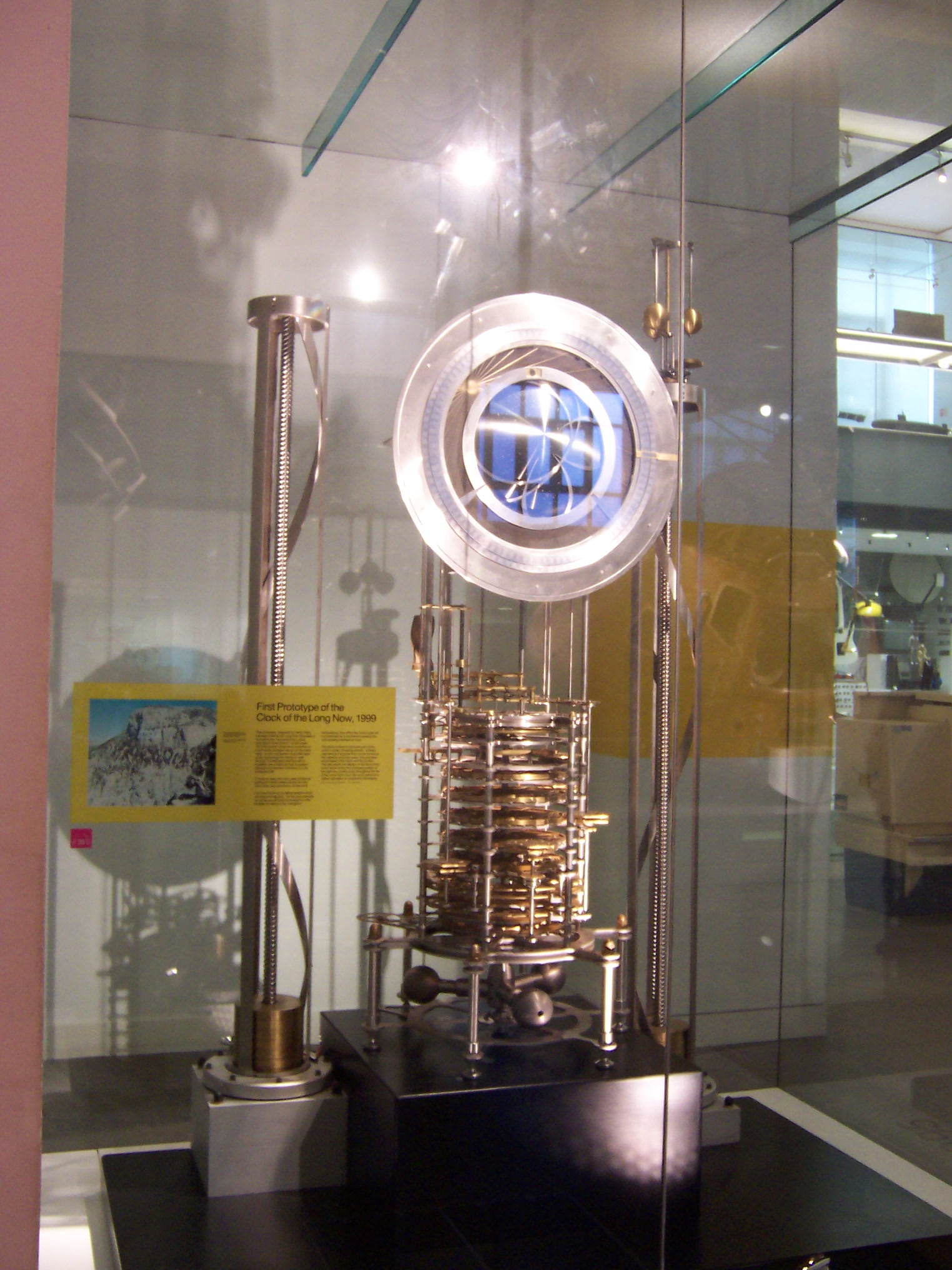
Het eerste, kleinschalige prototype van de Clock of the Long Now, in het Science Museum, London.

In 1996 richtte Hillis, samen met Steward Brand, Brian Eno en Kevin Kelly de Long Now Foundation op. Deze heeft tot doel als tegenwicht te dienen voor het korte-termijndenken van tegenwoordig en mensen aan te sporen tot meer lange-termijndenken. De naam is bedacht door Brian Eno. De stichting is bezig met een aantal projecten: De Clock of the Long Now, het Rosetta Project (dat een digitale bibliotheek van alle menselijke talen aan het bouwen is) en het Long Bet Project (een platform waar men lange-termijnweddenschappen kan aangaan). Hiernaast organiseert ze Seminars About Long-term Thinking (SALT) met uiteenlopende sprekers. Deze kunnen worden gedownload van de website, in diverse formaten.

#### Clock of the Long Now
Dit project ontstond uit een observatie en idee van Hillis:
"Toen ik kind was, hadden mensen het over wat er zou gebeuren in het jaar 2000. De daaropvolgende 30 jaar bleven ze praten over wat er zou gebeuren in het jaar 2000 en nu rept niemand meer over een toekomstige datum. De toekomst is mijn leven lang jaarlijks één jaar gekrompen. Ik denk dat het tijd wordt dat we een langetermijnproject beginnen dat mensen aanzet om voorbij de mentale barrière van een voortdurend krimpende toekomst te denken. Ik stel het volgende voor: een grote (denk aan Stonehenge) mechanische klok die aangedreven wordt door [dagelijkse] temperatuurveranderingen. Hij tikt eens per jaar, slaat eens per eeuw en de koekoek komt eens in het millennium naar buiten."
De voornaamste materialen van de ca. 60 meter hoge klok zijn speciaal roestvast staal en titanium, met keramische kogellagers. De klok wordt gefinancierd door Jeff Bezos, oprichter en directeur van Amazon.com en is momenteel in aanbouw in een bergschacht op zijn land in Texas. In 1999 kocht The Long Now Foundation tevens een deel van een berg in oostelijk Nevada waarvan het inwendige als toekomstige locatie voor een tweede "10.000-year clock" gaat dienen. Deze aankoop werd gefinancierd door drie zakenmensen uit Silicon Valley.

## Prijzen en andere erkenning
Hillis ontving de Dan David Prize voor "het vormgeven en verrijken van de samenleving", de Spirit of American Creativity Award voor zijn uitvindingen, de Hopper Award voor zijn bijdragen aan de informatica en de Ramanujan Award voor zijn werk in de toegepaste wiskunde. Hij is lid van de National Academy of Engineering, Fellow van de Association for Computing Machinery, Fellow van het International Leadership Forum en Fellow van de American Academy of Arts and Sciences.